# Ducey-Les Chéris
Ducey-Les Chéris est, depuis le 1er janvier 2016, une commune nouvelle française située dans le département de la Manche en région Normandie, peuplée de 2 829 habitants. Elle est créée par la fusion de deux communes, sous le régime juridique des communes nouvelles. Les communes de Ducey et Les Chéris deviennent des communes déléguées.

## Géographie

### Localisation
| Poilley Saint-Quentin-sur-le-Homme | Saint-Quentin-sur-le-Homme Marcilly                   | Isigny-le-Buat |
| Poilley                            | Ducey-Les-Chéris                                      | Isigny-le-Buat |
| Saint-Aubin-de-Terregatte          | Saint-Laurent-de-Terregatte Saint-Aubin-de-Terregatte | Isigny-le-Buat |

### Hydrographie
La commune est située dans le bassin Seine-Normandie. Elle est drainée par la Sélune, l'Oir, le ruisseau du Pont-Levesque, le canal 01 du Bois Dardennes, le cours d'eau 01 des Chéris, le fossé 01 de la Rue Maurin, le fossé 01 du Bois Dardennes, le fossé 09 de la Touche, l'Oir et divers autres petits cours d'eau,.
La Sélune, d'une longueur de 85 km, prend sa source dans la commune de Saint-Cyr-du-Bailleul et se jette  dans la Sée en limite de Courtils et de Vains, après avoir traversé 15 communes. Les caractéristiques hydrologiques de la Sélune sont données par la station hydrologique située sur la commune. Le débit moyen mensuel est de 11,1 m3/s. Le débit moyen journalier maximum est de 89,4 m3/s, atteint lors de la crue du 26 janvier 1995. Le débit instantané maximal est quant à lui de 94,5 m3/s, atteint le 28 janvier 1995.
L'Oir, d'une longueur de 21 km, prend sa source dans la commune de Reffuveille et se jette  dans la Sélune en limite de  en limite de la commune et de Saint-Quentin-sur-le-Homme, face à la commune de Poilley, après avoir traversé six communes. Les caractéristiques hydrologiques du l'Oir sont données par la station hydrologique située sur la commune. Le débit moyen mensuel est de 1,08 m3/s. Le débit moyen journalier maximum est de 9,44 m3/s, atteint lors de la crue du 6 avril 2001. Le débit instantané maximal est quant à lui de 14 m3/s, atteint le 12 novembre 2000.

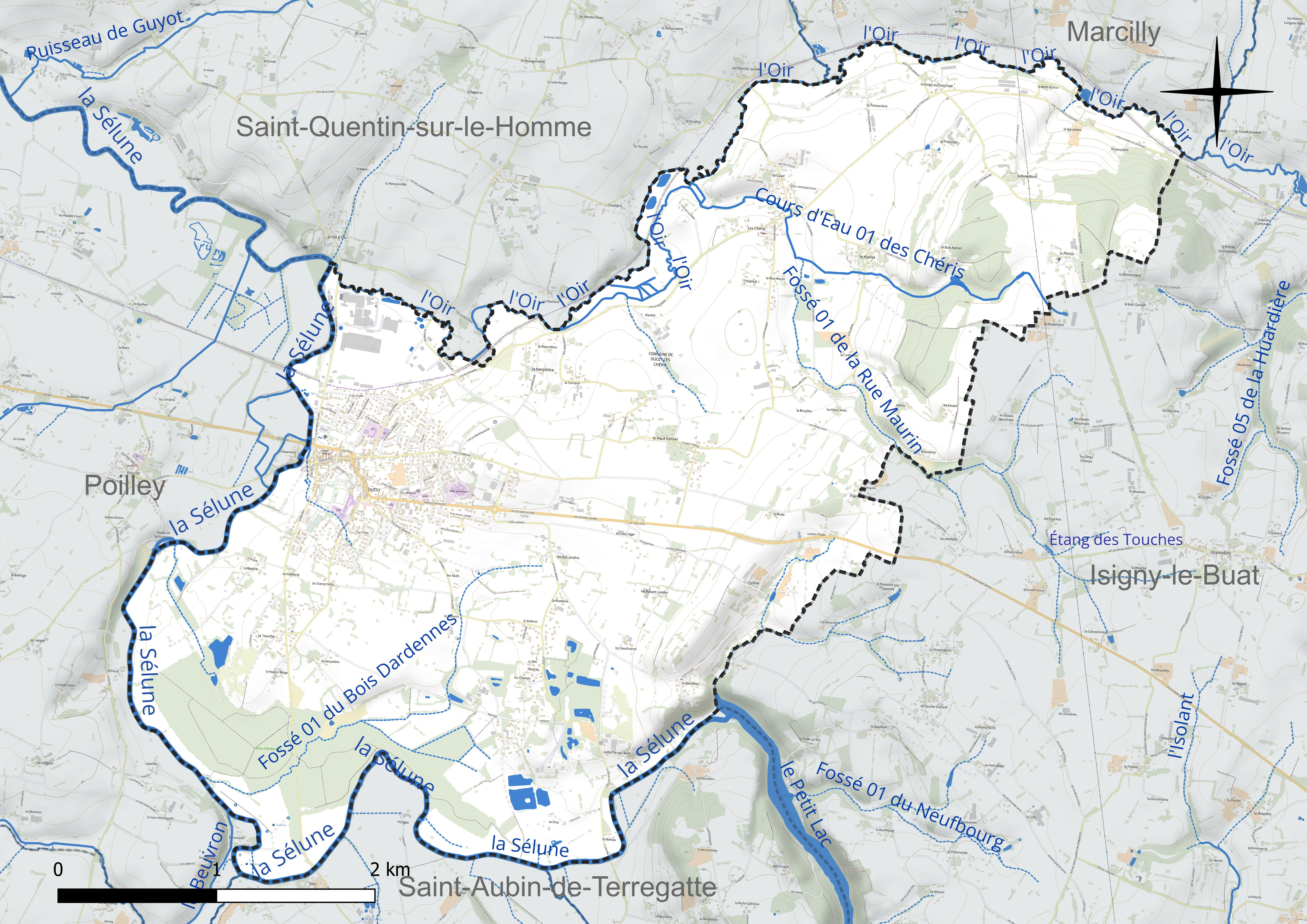
Réseau hydrographique de Ducey-Les Chéris.

Un plan d'eau complète le réseau hydrographique : le Petit le lac, d'une superficie totale de 26,4 ha (0 ha sur la commune),.

### Climat
Pour des articles plus généraux, voir Climat de la Normandie et Climat de la Manche.
En 2010, le climat de la commune est de type climat océanique franc, selon une étude du CNRS s'appuyant sur une série de données couvrant la période 1971-2000. En 2020, Météo-France publie une typologie des climats de la France métropolitaine dans laquelle la commune est exposée à un climat océanique et est dans la région climatique Bretagne orientale et méridionale, Pays nantais, Vendée, caractérisée par une faible pluviométrie en été et une bonne insolation. Parallèlement le GIEC normand, un groupe régional d’experts sur le climat, différencie quant à lui, dans une étude de 2020, trois grands types de climats pour la région Normandie, nuancés à une échelle plus fine par les facteurs géographiques locaux. La commune est, selon ce zonage, exposée à un « climat maritime », correspondant au Cotentin et à l'ouest du département de la Manche, frais, humide et pluvieux, où les contrastes pluviométrique et thermique sont parfois très prononcés en quelques kilomètres quand le relief est marqué.
Pour la période 1971-2000, la température annuelle moyenne est de 11,1 °C, avec une amplitude thermique annuelle de 12,4 °C. Le cumul annuel moyen de précipitations est de 789 mm, avec 13,4 jours de précipitations en janvier et 8 jours en juillet. Pour la période 1991-2020, la température moyenne annuelle observée sur la station météorologique la plus proche, située sur la commune de Saint-Hilaire-du-Harcouët à 15 km à vol d'oiseau, est de 11,5 °C et le cumul annuel moyen de précipitations est de 929,5 mm,. Pour l'avenir, les paramètres climatiques de la commune estimés pour 2050 selon différents scénarios d’émission de gaz à effet de serre sont consultables sur un site dédié publié par Météo-France en novembre 2022.

## Urbanisme

### Typologie
Au 1er janvier 2024, Ducey-Les Chéris est catégorisée bourg rural, selon la nouvelle grille communale de densité à sept niveaux définie par l'Insee en 2022.
Elle appartient à l'unité urbaine de Ducey-Les Chéris, une unité urbaine monocommunale constituant une ville isolée,. Par ailleurs la commune fait partie de l'aire d'attraction d'Avranches, dont elle est une commune de la couronne,. Cette aire, qui regroupe 32 communes, est catégorisée dans les aires de moins de 50 000 habitants,.

## Toponymie
Ducey-Les Chéris est un toponyme datant de la création de la commune en janvier 2016 et formé des toponymes des deux communes Ducey et Les Chéris.

## Histoire

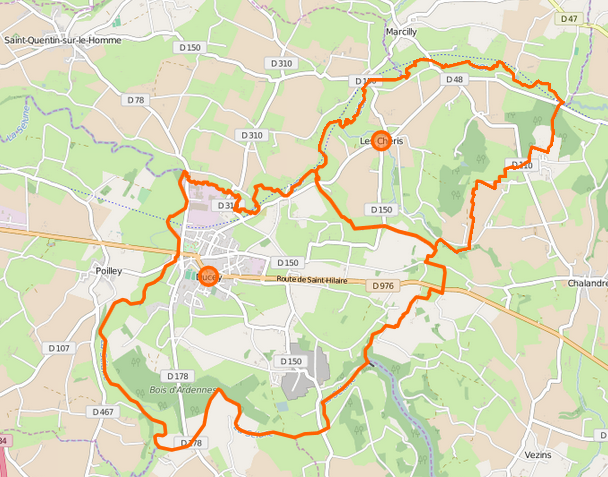
Les deux communes déléguées.

La commune est créée le 1er janvier 2016 par un arrêté préfectoral du 20 novembre 2015, par la fusion de deux communes, sous le régime juridique des communes nouvelles instauré par la loi no 2010-1563 du 16 décembre 2010 de réforme des collectivités territoriales. Les communes de Ducey et Les Chéris deviennent des communes déléguées et Ducey est le chef-lieu de la commune nouvelle.

## Politique et administration

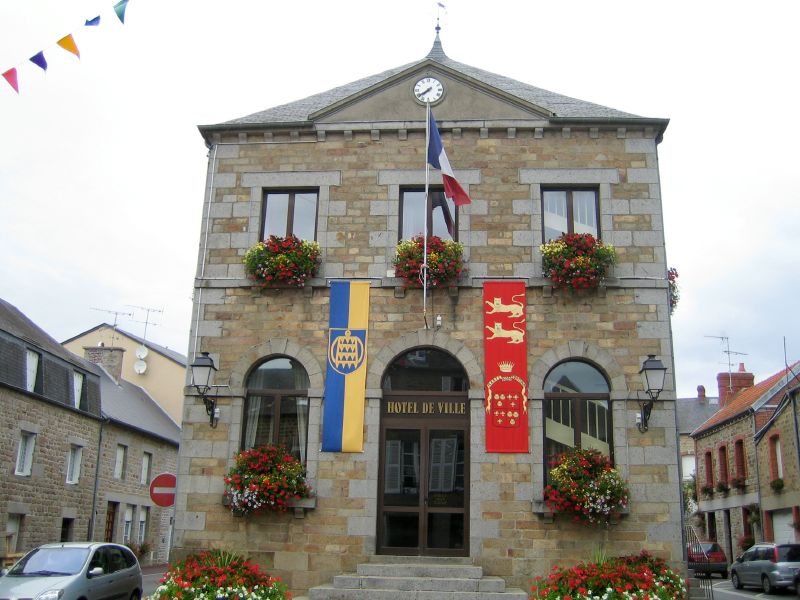
L'hôtel de ville.

En attendant les élections municipales de 2020, le conseil municipal élisant le maire est composé des conseillers municipaux des deux communes.
| Période        | Période  | Identité         | Étiquette | Qualité                                                   |
| -------------- | -------- | ---------------- | --------- | --------------------------------------------------------- |
| 8 janvier 2016 | mai 2020 | Denis Laporte    | UDI       | Moniteur d'auto-école Maire délégué de Ducey              |
| mai 2020       | En cours | Isabelle Labiche |           | Responsable qualité et laboratoire maire délégué de Ducey |

## Démographie
L'évolution du nombre d'habitants est connue à travers les recensements de la population effectués dans la commune depuis sa création.
En 2022, la commune comptait 2 829 habitants, en évolution de +2,61 % par rapport à 2016 (Manche : −0,31 %, France hors Mayotte : +2,11 %).
| 2014  | 2019  | 2022  |
| ----- | ----- | ----- |
| 2 738 | 2 799 | 2 829 |

| Nom           | Code Insee | Intercommunalité              | Superficie (km2) | Population (dernière pop. légale) | Densité (hab./km2) |
| ------------- | ---------- | ----------------------------- | ---------------- | --------------------------------- | ------------------ |
| Ducey (siège) | 50168      | CC d'Avranches-Mont St Michel | 11,21            | 2 572 (2022)                      | 229                |
| Les Chéris    | 50132      | CC d'Avranches-Mont St Michel | 5,87             | 257 (2022)                        | 44                 |

## Culture locale et patrimoine

### Patrimoine religieux

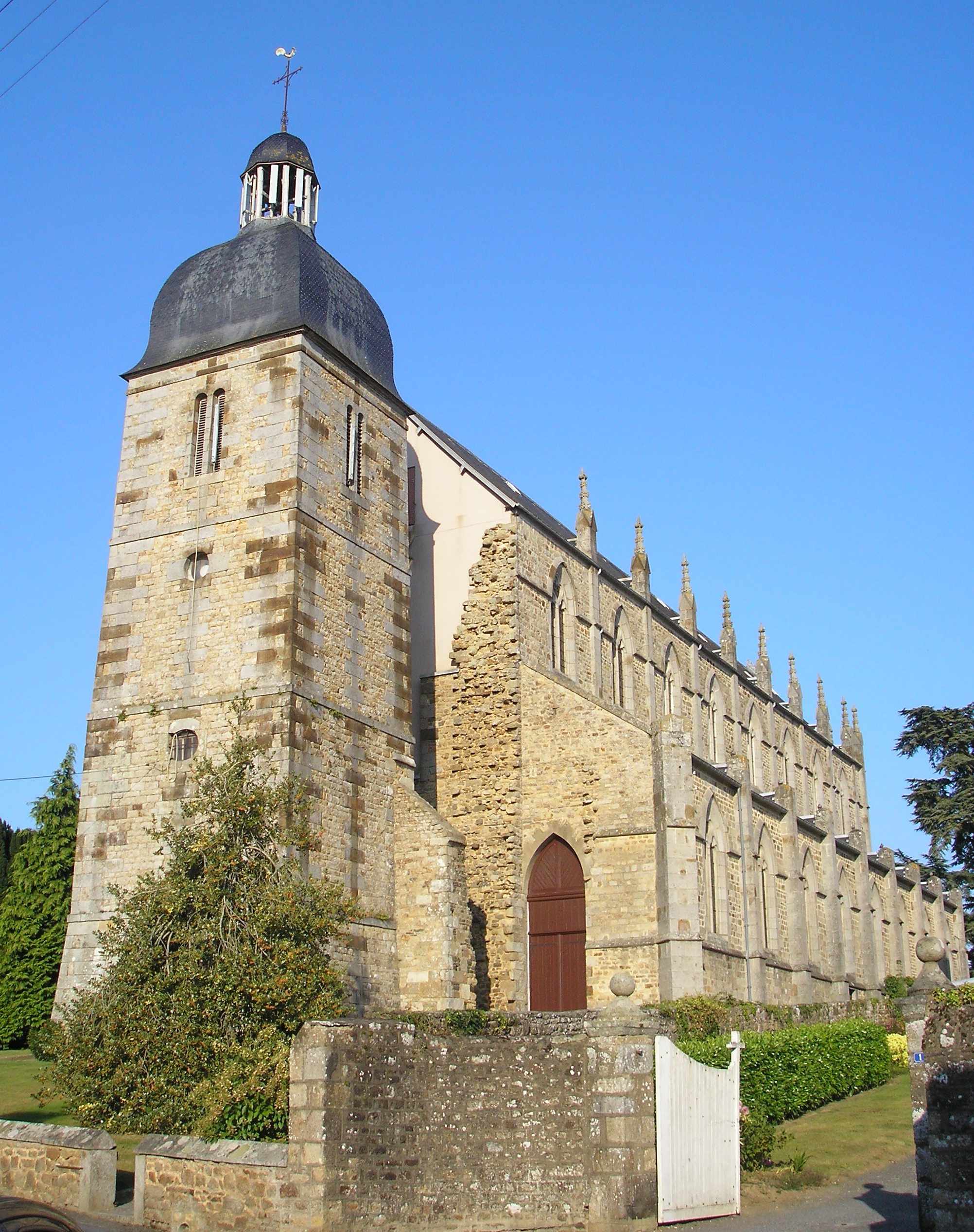
Vue de l'église de Ducey.

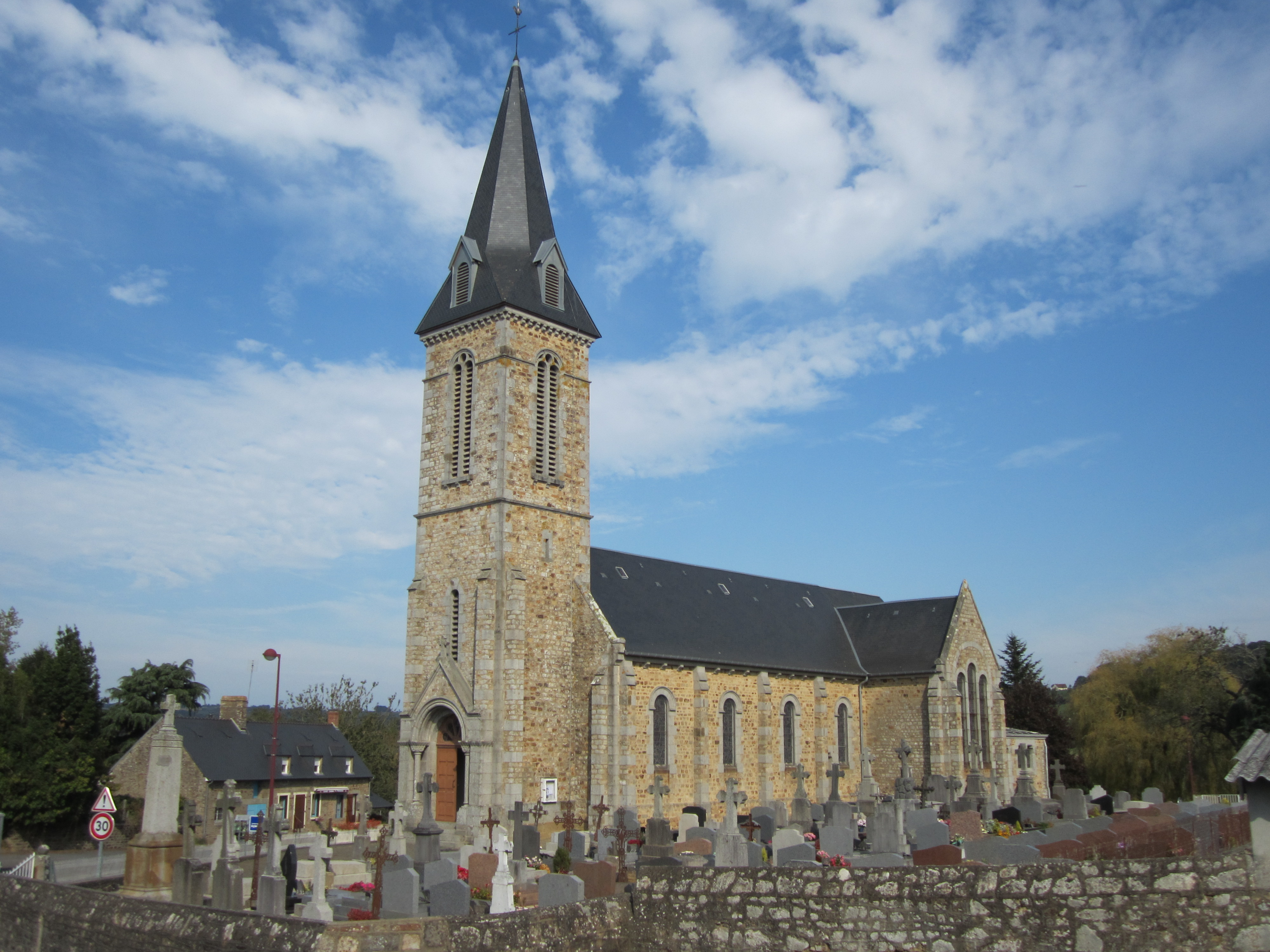
L'église Saint-Médard-et-Saint-Gildas.

- Église Saint-Pair composée de deux parties :
  - le clocher, qui porte la date de 1828, est un vestige d'une église baroque du XVIIIe siècle ;
  - le corps principal, quant à lui a été mis en chantier en 1860, mais n'a jamais été achevé.
- Église Saint-Médard-et-Saint-Gildas.
- Chapelle du Plantis.

### Lieux et monuments

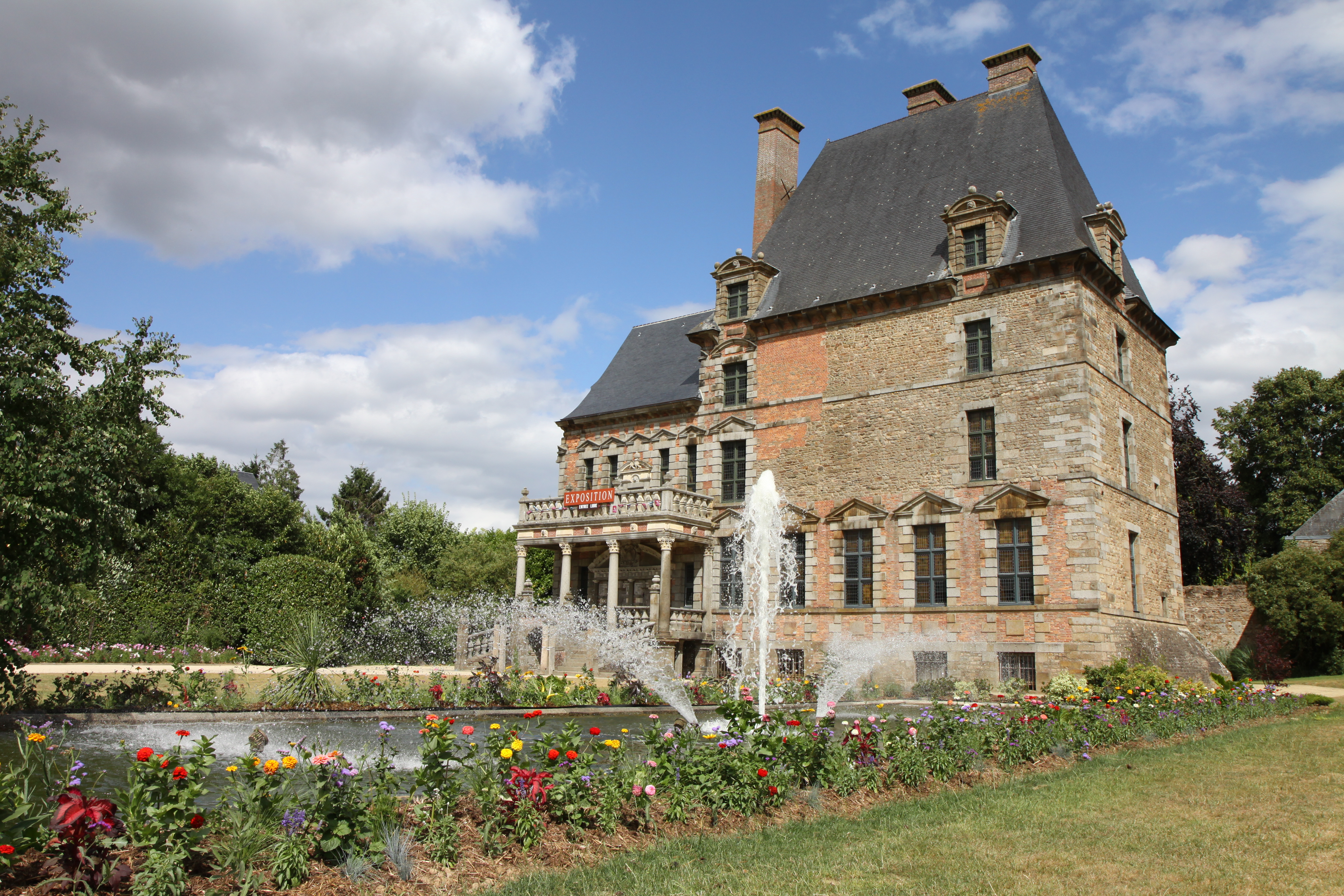
Le château des Montgommery.

- Le château des Montgommery, commencé vers 1600, est classé monument historique. Il est notamment caractérisé par son escalier monumental, ses deux imposantes cheminées et son plafond Renaissance. La seigneurie de Ducey est liée à la famille de Montgommery depuis le mariage de Jacques Ier de Montgommery avec Claude de la Boissière, héritière des terres de Ducey, en 1521.
- Le vieux pont remonte à 1613. Il remplace un pont en bois plus ancien et se situait sur la route Paris-Granville où transitait le sel et le poisson. Il enjambe la Sélune et la limite de commune avec Poilley.
- Rives de l'Oir.
- Château du Plantis (XVIe siècle/XIXe siècle).
- Château du Bois Avenel (vers 1900).

### Héraldique
| Blason de Ducey-Les Chéris | Blason  | Écartelé : aux 1er et 4e de gueules à trois coquilles d'or, aux 2e et 3e de gueules à trois fleurs de lys d'or. DeviseMarte non fortuna (« Par la force et non par le hasard ») |
| Blason de Ducey-Les Chéris | Détails | Armes de la famille de Montgomery, adopté par la commune déléguée de Ducey. Adopté le 27 juillet 1952.                                                                          |

## Pour approfondir